# DGA Techniques aérospatiales
 (mars 2012).
Si vous disposez d'ouvrages ou d'articles de référence ou si vous connaissez des sites web de qualité traitant du thème abordé ici, merci de compléter l'article en donnant les références utiles à sa vérifiabilité et en les liant à la section « Notes et références ».
Le centre DGA Techniques Aérospatiales (ou DGA TA) (anciennement Centre d'essais aéronautiques de Toulouse (ou CEAT) et DGA Techniques Aéronautiques (jusqu'en 2024)) est un centre d'expertise et d'essais au sol de systèmes et équipements aéronautiques, dépendant de la direction technique de la direction générale de l'Armement (DGA/DT) du ministère des Armées français. Il est situé à Balma à l'est de Toulouse.
Dans ce centre d'essais sont notamment testés, pour tous types d'avions civils et militaires du Rafale à l'A380 :
- les trains d'atterrissage,
- la résistance structurale des ailes (jusqu'à la rupture, pour vérifier les marges de sécurité),
- la solidité des vitres de cockpit aux impacts, la tenue réelle au foudroiement en vol des aéronefs.

Les domaines d'expertise concernent également 
- la sécurité et la fiabilité des logiciels embarqués critiques,
- le comportement des matériaux et structures aéronautiques critiques.
- l'aérotransport et l'aérolargage des matériels et personnels sur les avions de transport tactiques de l'Armée de l'Air.
- l'aerocordage de matériels et personnels sur les hélicoptères de l’État.

Le centre joue aussi un rôle important pour les investigations réalisées dans le cadre des enquêtes d'accidents aériens pilotées par le BEA et le BEAD, expertises qui sont complémentaires de l'analyse des enregistrements « boîtes noires »[réf. nécessaire].

## Missions
Les capacités d'expertise et d'essais du centre sont mises au service des programmes d'armement français et en coopération internationale, mais aussi des industriels de l'aéronautique et des secteurs connexes.
Elles comprennent les spécialités suivantes :
- Analyse du comportement mécanique des structures en statique, fatigue et dynamique, suivi des flottes en service
- Analyse et évaluation du comportement des systèmes, des sous-systèmes et des armes et munitions face aux agressions électromagnétiques
- Analyse de la sûreté de fonctionnement des systèmes et logiciels embarqués
- Analyse des performances et expertise des matériaux pour applications structurales et moteurs
- Investigations après accidents ou incidents sur matériaux, cellules et systèmes
- Expertise et évaluation d'équipements de mission (sécurité sauvetage équipage et vision nocturne) et de signatures optiques
- Essais d'aérotransport et d'aérolargage

## Histoire
Initialement localisé à Toulouse Jolimont, sur le site de l'ancienne école vétérinaire[réf. nécessaire], le centre a été créé en 1940 par des personnels de l'ONERA venus en zone libre. Le centre deviendra l'EAT en 1949. Un des premiers bâtiments construits sera la soufflerie S4 (1942). Le centre conservera une activité dans le domaine de l'aérodynamique jusqu'en 2001, la soufflerie S4, toujours en activité étant désormais affectée à l'ISAE (ENSICA et SupAéro). Outre son rôle de centre technique de la DGA, il assurera également le principal vivier d'enseignants vacataires pour l'ENSICA voisine, école d'ingénieurs qui aura longtemps le même directeur que le CEAT.
Afin de préparer le transfert des activités vers les installations plus modernes de Balma, les moyens d'essais du site toulousain furent fermés progressivement à partir des années 2000.
Le site « historique » fut « mis en cocon » et conservé. Il est vendu en 2019 par le ministère de la Défense à la mairie de Toulouse, conjointement avec le site mitoyen de l'ISAE campus ENSICA, dans le cadre du regroupement géographique de l'ENSICA et SUPAERO sur le campus SUPAERO. Un projet urbain y est prévu.
DGA TA dispose de nombreux moyens d'essais et de mesure pour assurer ses expertises:
- Windblast (soufflerie rapide).
- Caissons de pressurisation.
- Maquettes de soute C-130, C-160 et A400M.
- Générateurs de foudre.
- Halls d'essais de fatigue.
- Chambre anéchoïde.
- Bancs pneus roues freins.
- Laboratoires d'essais destructifs et non destructifs sur matériaux.
- terrain d'aérolargage.